# Super Eurobeat presents ayu-ro mix
SUPER EUROBEAT presents ayu-ro mix – drugi remiksowy album Ayumi Hamasaki. Został wydany 16 lutego 2000 roku. Jest pierwszym albumem z serii ayu-ro-mix. Utrzymywał się przez 31 tygodni w rankingu Oricon i znalazł się na 2. miejscu. Sprzedano 650 000 kopii.

## Lista utworów
| #  | Tytuł                               | Remix                         | Czas |
| -- | ----------------------------------- | ----------------------------- | ---- |
| 1  | "Fly high" (Euro-Power Mix)         | Dave Rodgers                  | 4:50 |
| 2  | "appears" (Aggressive Extended Mix) | Sergio Dall'ora & Luca DegAni | 5:34 |
| 3  | "Boys & Girls" (A Eurosenti Mix)    | Sergio Dall'ora & Luca DegAni | 5:35 |
| 4  | "Depend on you" (Eurosenti Mix)     | Dave Rodgers & Albert Contini | 5:03 |
| 5  | "monochrome" (ayu-ro Extended Mix)  | Bratt Sinclaire               | 5:22 |
| 6  | "too late" (Euro-Power Mix)         | Dave Rodgers & Albert Contini | 4:15 |
| 7  | "Trauma" (Eurobeat Mix)             | Dave Rodgers & Albert Contini | 5:40 |
| 8  | "Trust" (A Eurobeat Mix)            | Sergio Dall'ora & Luca DegAni | 5:44 |
| 9  | "WHATEVER (Sentimental Mix)         | Laurent Newfield              | 5:40 |
| 10 | "End roll" (ayu-ro Extended Mix)    | Laurent Newfield              | 5:49 |
| 11 | "poker face" (Eurosenti Mix)        | Dave Rodgers & Albert Contini | 4:01 |
| 12 | "YOU" (Aggressive Mix)              | Bratt Sinclaire               | 4:52 |
| 13 | "TO BE" (Eurobeat Mix)              | Dave Rodgers                  | 5:29 |
| 14 | "immature" (Sweet Mix)              | Laurent Newfield              | 5:32 |
| 15 | "kanariya" (Power Mix)              | Laurent Newfield              | 5:11 |